# Musée mémorial Jun'ichirō Tanizaki

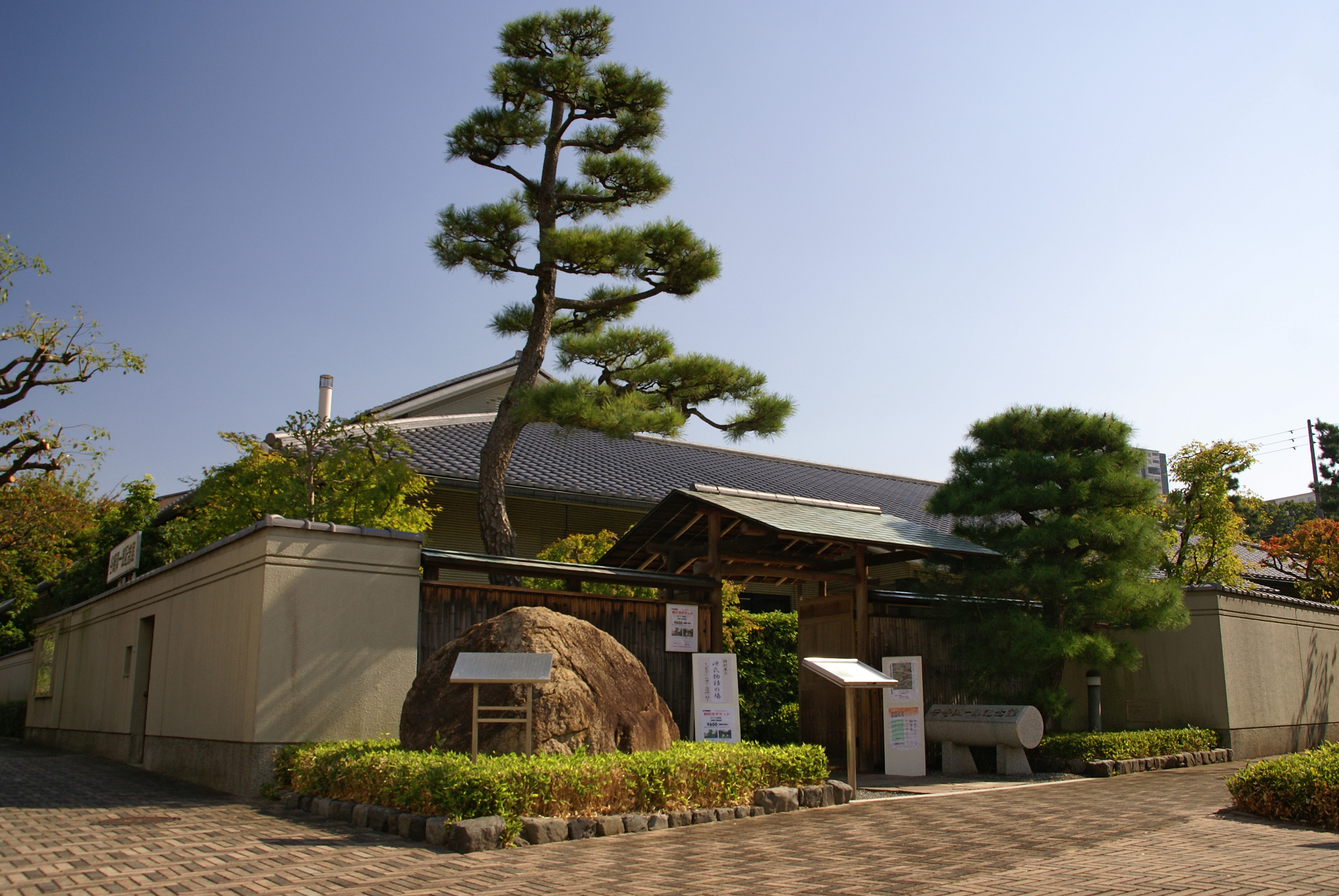
Musée Jun’ichirō Tanizaki à Ashiya

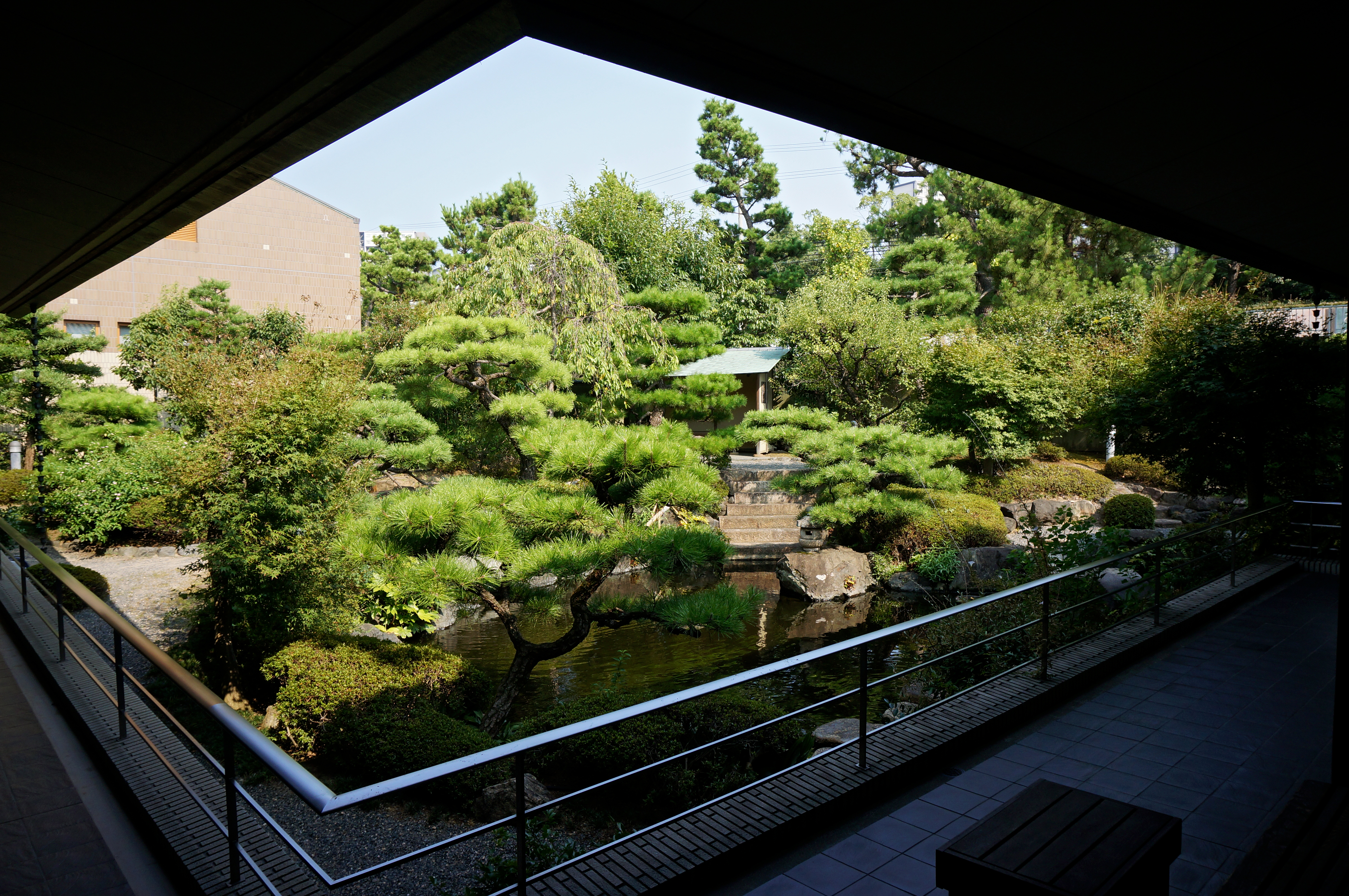
Le jardin

Le musée mémorial Jun’ichirō Tanizaki (芦屋市谷崎潤一郎記念館), Ashiya-shi Tanizaki Jun’ichirō Kinenkan, angl. Tanizaki Junichiro Memorial Museum of Literature, Ashiya) se trouve à Ashiya dans la préfecture de Hyōgo. Inauguré en 1988, Il recueille et présente des documents sur l'écrivain japonais Jun'ichirō Tanizaki et informe de son œuvre littéraire.

## Vue d'ensemble
Le bâtiment et le jardin du musée sont calqués sur le style préféré de Tanizaki, un bâtiment résidentiel sukiya-zukuri (数寄屋造り?). Sont exposés plusieurs effets personnels de Tanizaki comme son bureau préféré, sa pierre à encre, ses pinceaux etc.
Le hall d'entrée du mémorial est également utilisé pour diverses manifestations culturelles liées à Tanizaki, telles que des expositions de peinture. L'entrée est décorée d'un mégalithe de 15 tonnes provenant du jardin de Tanizaki à Kōbe. Celui-ci a été bousculé lors du séisme de 1995 de Kōbe.

## Données du bâtiment
- Plans : Cabinet d'architecture Tomiie [2] selon l'architecte Tomiie Hiroyasu (富家 宏泰)
- Ouverture : 8 octobre 1988
- Construction : Bâtiment d'un étage en béton armé
- Superficie du mémorial : 591 m2
- Superficie totale de la propriété : 1 698 m2
- Adresse: 12-15 Ise-machi, Ashiya, Hyōgo-ken 659-0052